# Station Prievidza
Station Prievidza (Slowaaks: Železničná stanica Prievidza) is het treinstation van de Slowaakse stad Prievidza. Het vormt een belangrijk regionaal transportknooppunt.

## Ligging
Het station is gelegen in het westen van centraal Slowakije. Het ligt aan de westelijke rand van het oude stadscentrum "Staré Mesto" in Prievidza, en is bereikbaar, hetzij via de Ulica staničná, hetzij via de Ulica Terézie Vansovej.
Door zijn ligging maakt het station deel uit van het toeristisch gebied Opper-Nitra.

## Geschiedenis
Het station werd in dienst gesteld in 1896, toen de Hongaarse staatsspoorwegmaatschappij (MAV) het traject van Partizánske naar Prievidza (lijn 140) in gebruik nam.
Op 7 december 2012 werd op de secundaire lijn Prievidza - Nitrianske Pravno het regelmatige personenvervoer opgeschort.

## Lijnen
Het station bevindt zich op het kruispunt van de volgende spoorlijnen:
- lijn 140: Nové Zámky – Prievidza
- lijn 144: Prievidza – Nitrianske Pravno
- lijn 145: Prievidza – Horná Štubňa.

## Dienstverlening
- Anno 2025 is het aanschaffen van binnenlandse reisdocumenten mogelijk.
- De toegang tot de perrons is gelijkgronds.
- Vlak bij het station ligt het autobusstation voor regionaal vervoer: "Autobusova stanica Prievidza".

## Treindienst

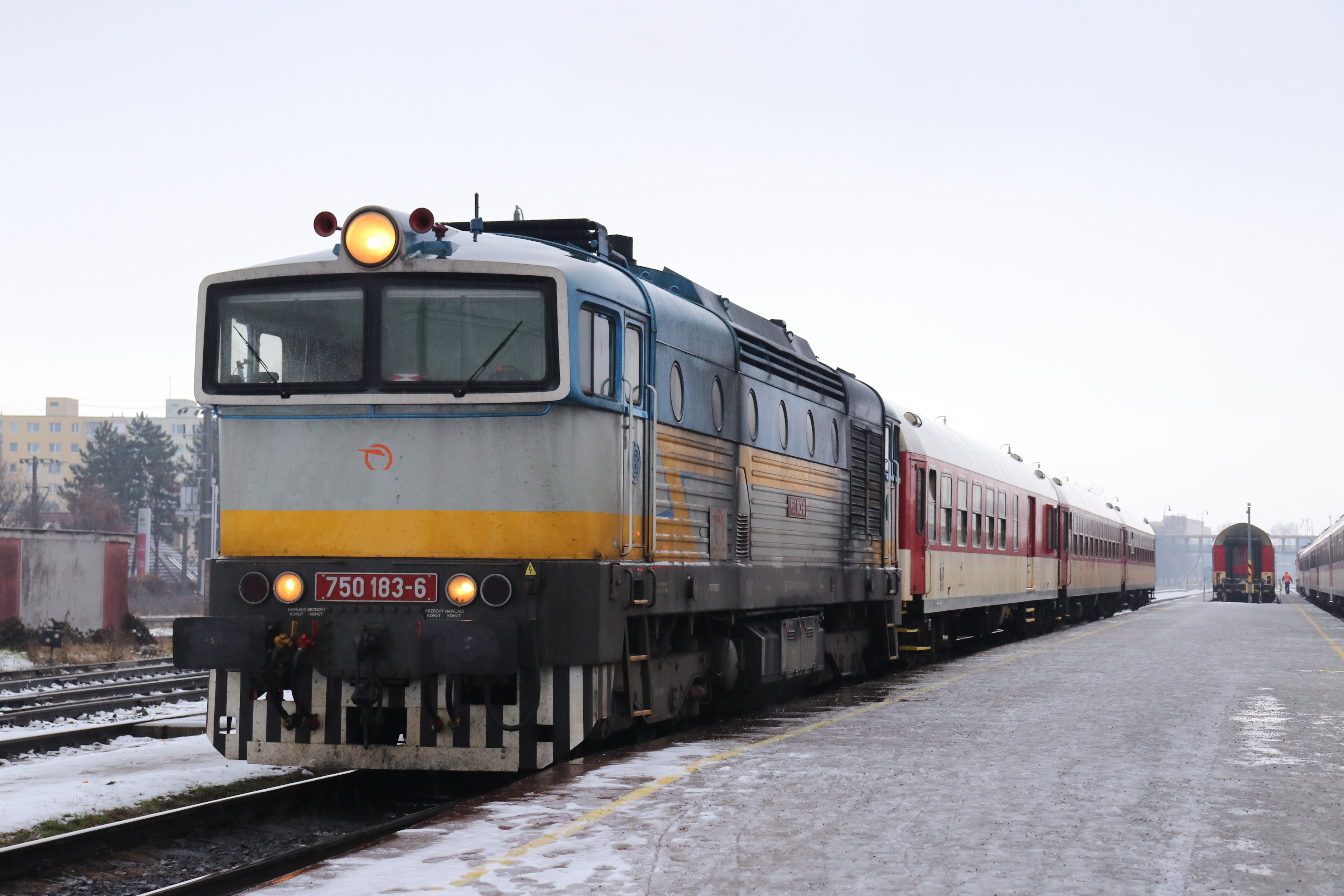
Reizigerstrein in station Prievidza (december 2018)

Het station wordt in hoofdzaak gebruikt voor:
- regelmatige reizigerstreinen bij vertrek en aankomst: categorieën R en Os
- goederentreinen in doorvoer ter bestemming of met herkomst Nitrianske Pravno.